# おしえてブルースカイ
「おしえてブルースカイ」は、大橋彩香の3枚目のシングル。2015年11月11日にLantisから発売された。

## 概要
本人名義のシングルとしては「ENERGY☆SMILE」に続き、約9ヶ月ぶりのリリースとなる。
表題曲とカップリング曲「裸足のままでもこわくない」はテレビアニメ『コメット・ルシファー』のエンディングテーマに起用された。大橋彩香のシンガーとしてのポテンシャルを発揮したナンバーに仕上がっている。
販売形態は、彩香盤（LACM-14417）、コメット・ルシファー盤（LACM-14418）の2種。彩香盤には表題曲のMVとそのメイキング映像が収録されたDVDが同梱され、コメット・ルシファー盤は描き下ろしイラストジャケットとなっている。

## 収録曲
| #         | タイトル                                | 作詞       | 作曲      | 編曲      | 時間  |
| --------- | --------------------------------------- | ---------- | --------- | --------- | ----- |
| 1.        | 「おしえてブルースカイ」                | 畑亜貴     | 藤末樹    | 藤末樹    | 5:21  |
| 2.        | 「裸足のままでもこわくない」            | 畑亜貴     | 原田篤    | 酒井拓也  | 4:44  |
| 3.        | 「CHANGE」                              | 真崎エリカ | 酒井陽一  | 酒井陽一  | 4:01  |
| 4.        | 「おしえてブルースカイ」(Off Vocal)     |            |           |           | 5:21  |
| 5.        | 「裸足のままでもこわくない」(Off Vocal) |            |           |           | 4:44  |
| 6.        | 「CHANGE」(Off Vocal)                   |            |           |           | 4:02  |
| 合計時間: | 合計時間:                               | 合計時間:  | 合計時間: | 合計時間: | 28:13 |

| #  | タイトル                               | 作詞 | 作曲・編曲 |
| -- | -------------------------------------- | ---- | ---------- |
| 1. | 「おしえてブルースカイ」(Music Video)  |      |            |
| 2. | 「おしえてブルースカイ」(Making Video) |      |            |